# Asplenium qiujiangense
Asplenium qiujiangense är en svartbräkenväxtart som först beskrevs av Ren-Chang Ching och Fu, och fick sitt nu gällande namn av Nakaike. Asplenium qiujiangense ingår i släktet Asplenium och familjen Aspleniaceae. Inga underarter finns listade.